# Centrale idroelettrica di Pont Ventoux-Susa
La centrale idroelettrica di Pont Ventoux-Susa è situata in Valle di Susa nel comune di Giaglione, con impianti anche nei Comuni di Venaus e Susa (tutti in Provincia di Torino) e sfrutta le acque del fiume Dora Riparia.
Si tratta di una centrale ad acqua fluente che sfrutta le acque della Dora Riparia, intercettate ad Oulx, e parte delle acque dell'affluente Clarea.
Le acque sono convogliate al bacino di Val Clarea, della capacità di 561.000 m3, da un canale derivatore in galleria. Una condotta forzata convoglia le acque alla centrale in caverna .
La centrale è equipaggiata con un gruppo binario turbina/alternatore e un gruppo ternario turbina/alternatore/pompa. Quest'ultimo provvede, durante le ore notturne, al pompaggio dell'acqua dal bacino delle Gorge della Dora al serbatoio di Val Clarea, in quota.